# Tropidurus panstictus
Tropidurus panstictus är en ödleart som beskrevs av  Myers och DONNELLY 200. Tropidurus panstictus ingår i släktet Tropidurus och familjen Tropiduridae. Inga underarter finns listade i Catalogue of Life.